# Geir Adelsten Iversen

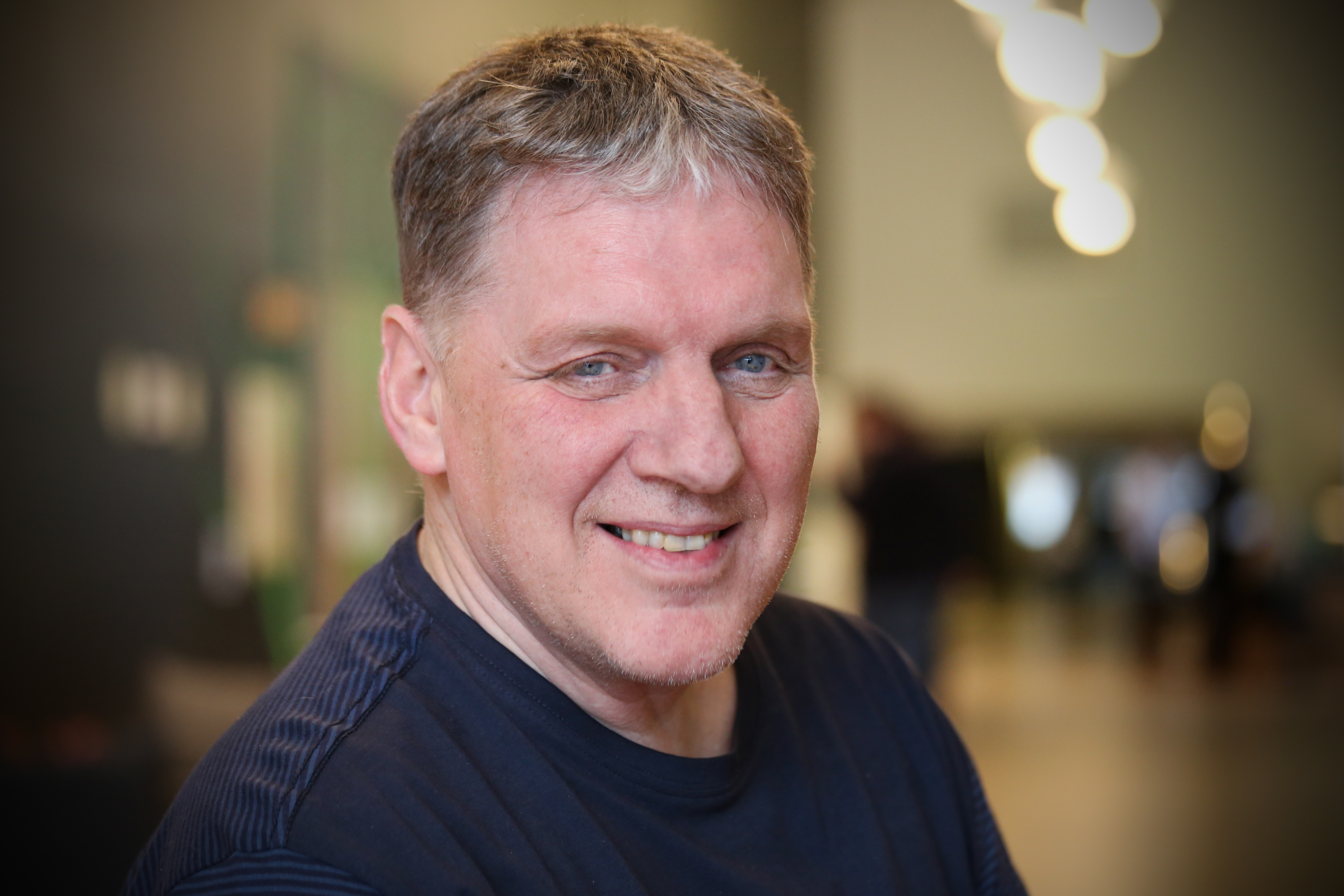
Geir Adelsten Iversen, 2017

Geir Adelsten Iversen (* 20. September 1954) ist ein norwegischer Politiker der Senterpartiet (Sp). Seit 2017 ist er Abgeordneter im Storting.

## Leben
Iversen studierte Lehramt in Nesna und war anschließend als Lehrer tätig. Von 2003 bis 2007 war er der Bürgermeister der Kommune Hasvik.
Iversen zog bei der Parlamentswahl 2017 in das norwegische Nationalparlament Storting ein. Er war als Spitzenkandidat für den Wahlkreis Finnmark angetreten. Nach der Wahl 2017 wurde er Mitglied im Wirtschaftsausschuss. Im Anschluss an die Stortingswahl 2021 wechselte er in den Transport- und Kommunikationsausschuss.